# Mina (fartyg)
Mina är ett k-märkt svenskt segelfartyg.
Mina, som är ett av Sveriges äldsta segelfartyg, byggdes 1876 på Fågelö gård på Torsö i Vänern och hon sjösattes samma år som fraktfartyg för gårdens behov. Hon är en vänergaleas. En maskin installerades 1914.
Mina gick i fraktfart till 1959, och har därefter varit fritidsfartyg. Hon k-märktes 2002.